# Rheum
Rheum L. ou ruibarbo é um gênero botânico da família Polygonaceae.

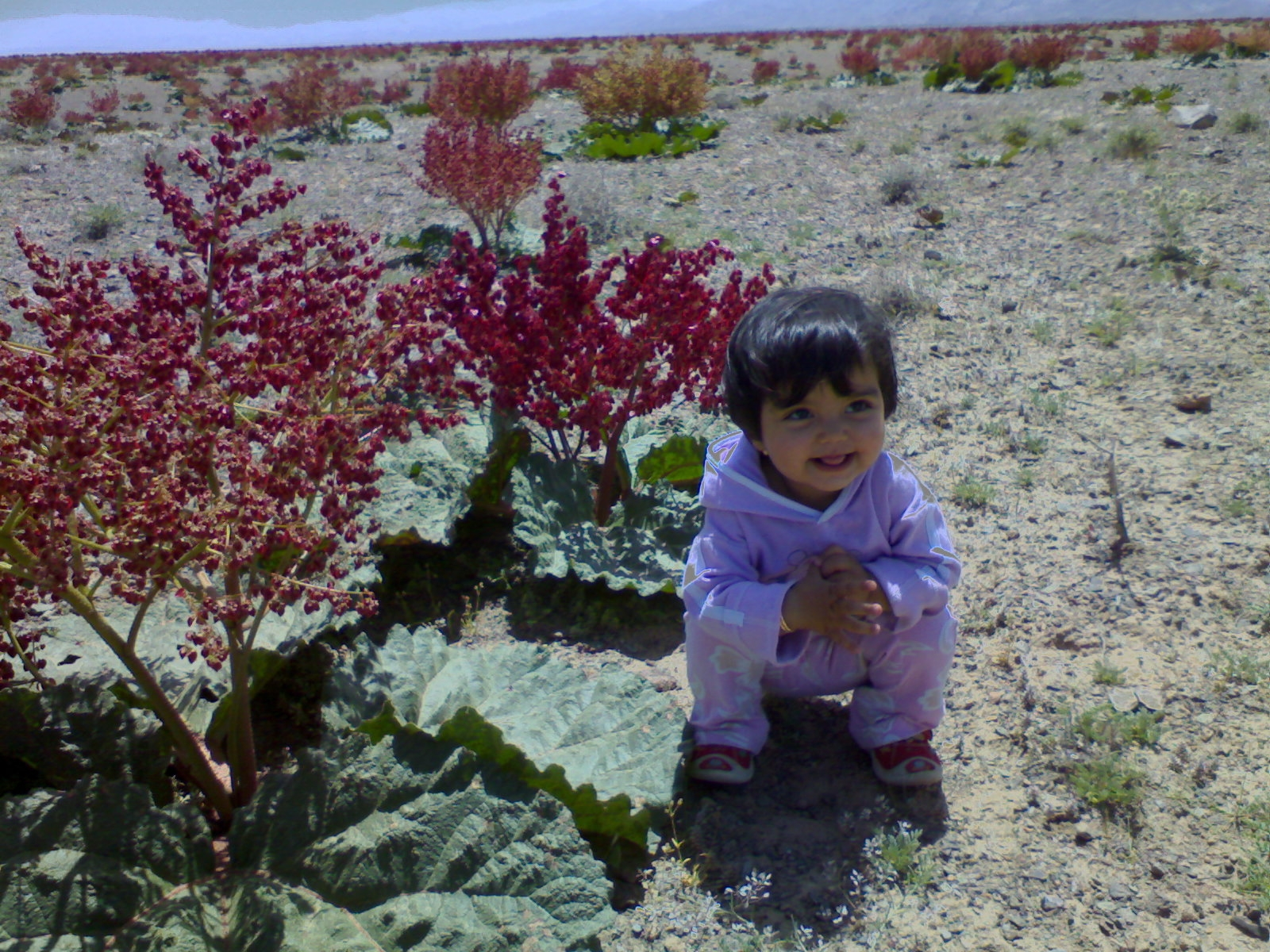
Rivach/zeebad

## Espécies
- Rheum nobile
- Rheum officinale
- Rheum palmatum
- Rheum rhabarbarum
- Rheum rhaponticum
- Lista completa

## Classificação do gênero
| Sistema | Classificação                     | Referência               |
| ------- | --------------------------------- | ------------------------ |
| Linné   | Classe Enneandria, ordem Trigynia | Species plantarum (1753) |